# Puput arbòria simitarra
La puput arbòria simitarra (Rhinopomastus cyanomelas) és una espècie d'ocell de la família dels fenicúlids (Phoeniculidae) que habita boscos i sabanes des d'Uganda, Kenya, sud de Somàlia, sud-est de la República Democràtica del Congo i sud d'Angola, cap al sud fins al nord de Sud-àfrica.